# Geckoella yakhuna
Geckoella yakhuna este o specie de șopârle din genul Geckoella, familia Gekkonidae, descrisă de Deraniyagala 1945. Conform Catalogue of Life specia Geckoella yakhuna nu are subspecii cunoscute.